# 查尔斯·赫拉克勒斯·里德
查尔斯·赫拉克勒斯·里德爵士（英語：Charles Hercules Read，1857年7月6日—1929年2月11日）是一位英国人类学家和考古学家，大英博物馆保管员，1908年毕业于爱丁堡大学，后进入南肯辛顿博物馆（维多利亚和阿尔伯特博物馆的前身），曾两次担任伦敦文物学会会长（1908–14，1919–24）。